# Tanja Fajon
Tanja Fajon (Liubliana, 9 de mayo de 1971) es una política eslovena, actual ministra de Relaciones Exteriores de Eslovenia desde 2022, también es líder de los Socialdemócratas, parte del Partido de los Socialistas Europeos, anteriormente fue miembro del Parlamento Europeo por Eslovenia desde 2009 hasta 2022. Su partido político ocupó el cuarto lugar en las elecciones parlamentarias de Eslovenia de 2022 y obtuvo 7 escaños.
Actualmente es jefa de la delegación eslovena dentro del grupo político de la Alianza Progresista de Socialistas y Demócratas. También es autora de varios documentales, incluidos: El ascenso de la extrema derecha en Europa, Tragedias humanas a las puertas de Europa y Constitución de la Unión Europea.

## Educación
Tanja Fajon se graduó en periodismo en la Facultad de Ciencias Políticas y Sociales de la Universidad de Liubliana. En 2005, obtuvo una maestría en Ciencias y Política Internacional en la Facultad de Estudios Interdisciplinarios de la Universidad de París.
Tanja Fajon puede hablar esloveno, inglés, alemán, francés, y croata.

## Vida personal
Fajon vive principalmente en Bruselas con su esposo Veit-Ulrich Braun, un periodista alemán. Sus pasatiempos son los deportes, la música y viajar.